# Nada Personal
Nada Personal (spanisch für Nichts Persönliches) ist das zweite Studioalbum des argentinischen Rocktrios Soda Stereo.
Auf dem Album befindet sich einer der bekanntesten Songs der Band: Cuando Pase El Temblor (in etwa: „Wenn das Beben nachlässt“), dessen Videoclip für das World Festival of Video and TV in Acapulco nominiert wurde.

## Geschichte
Das Album wurde offiziell in der Arena Obras Sanitarias vorgestellt. Die Band gab insgesamt 4 Konzerte in Obras, welche allesamt ausverkauft waren. Während des
ersten Konzerts wurden Live-Aufnahmen gefilmt die später für das offizielle Video, mit dem Titel Nada Personal en Obras, benutzt wurden.
Nada Personal wurde mit 2 Mal Platin ausgezeichnet. Zum Jahresende beschloss die Band zum ersten Mal eine Tour durch Lateinamerika zu machen.

## Tracks
| #  | Songname (Übersetzung)                                      | Komponist                                    | Länge |
| -- | ----------------------------------------------------------- | -------------------------------------------- | ----- |
| 1  | Nada Personal (Nichts persönliches)                         | Gustavo Cerati                               | 4:52  |
| 2  | Si No Fuera Por... (Wäre es nicht für...)                   | Gustavo Cerati/Hector Bosio/Carlos Ficicchia | 3:27  |
| 3  | Cuando Pase El Temblor (Wenn das Beben nachlässt)           | Gustavo Cerati                               | 3:49  |
| 4  | Danza Rota (Zerstörter Tanz)                                | Gustavo Cerati                               | 3:31  |
| 5  | El Cuerpo Del Delito (Corpus delicti)                       | Gustavo Cerati/Hector Bosio                  | 3:46  |
| 6  | Juego De Seduccion (Spiel der Verführung)                   | Gustavo Cerati                               | 3:18  |
| 7  | Estoy Azulado (Ich bin traurig)                             | Gustavo Cerati/Richard Coleman               | 5:16  |
| 8  | Observandonos (Satelites) (Sie beobachten uns (Satelliten)) | Gustavo Cerati/Hector Bosio                  | 3:06  |
| 9  | Imagenes Retro (Retro-Erscheinungen)                        | Gustavo Cerati/Carlos Ficicchia              | 3:49  |
| 10 | Ecos (Echos)                                                | Gustavo Cerati                               | 4:57  |

## Videoclips
- Cuando Pase El Temblor